# BMW M3
BMW M3 – sportowa wersja samochodów BMW oparta na serii 3. Pierwsze BMW M3 pojawiło się w 1985 roku. Obecnie istnieje już 6 generacji tych pojazdów. Moc waha się od 195 KM w najstarszym modelu E30 do 500 KM w modelu M4 GTS (F82). W obecnej generacji G80 nazwa M3 odnosi się tylko do wersji sedan, wersja coupé otrzymała nazwę M4 i oznaczenie G82.

## BMW M3 E30
BMW M3 E30 – pierwszy model M3. Oparty na BMW E30, produkowany był w dwóch wersjach nadwozia: coupé oraz kabriolet. Wyposażony był w czterocylindrowy silnik S14 o pojemności 2,3 bądź 2,5 litra i manualną skrzynię biegów. Wypuszczano też krótkie limitowane serie w celach m.in. homologacyjnych lub jako ukoronowanie zwycięstw w mistrzostwach DTM: M3 Evolution, M3 Evolution II, M3 Sport Evolution, M3 Europameister, M3 Roberto Ravaglia, M3 Johnny Cecotto, M3 Tour de Corse. M3 E30 Jest to model z największą liczbą zwycięstw w historii koncernu BMW oraz najbardziej utytułowane auto w klasie samochodów turystycznych. Jest jednym z najbardziej udanych samochodów sportowych, jakie kiedykolwiek startowały w wyścigach serii DTM.

### Historia modelu
Model BMW M3 E30 był produkowany z przeznaczeniem na rynek europejski, japoński oraz amerykański.
- Rynek europejski

| Data          | Wersja                                 |
| ------------- | -------------------------------------- |
| 1985 lipiec   | M3 E30 sedan 2D                        |
| 1988 czerwiec | M3 E30 kabriolet                       |
| 1990 grudzień | zakończenie produkcji M3 E30 sedan 2D  |
| 1991 czerwiec | zakończenie produkcji M3 E30 kabriolet |

- Rynek japoński

| Data          | Wersja                                |
| ------------- | ------------------------------------- |
| 1986 luty     | M3 E30 sedan 2D                       |
| 1990 grudzień | zakończenie produkcji M3 E30 sedan 2D |

- Rynek amerykański

| Data          | Wersja                                |
| ------------- | ------------------------------------- |
| 1986 grudzień | M3 E30 sedan 2D                       |
| 1990 grudzień | zakończenie produkcji M3 E30 sedan 2D |

### Specyfikacja techniczna
|             |                     | M3 2.3-16v          | M3 2.3-16v Evo I    | M3 2.5-16v Evo II   | M3 2.5-16v Sport Evolution |
| Osiągi      |                     |                     |                     |                     |                            |
| ----------- | ------------------- | ------------------- | ------------------- | ------------------- | -------------------------- |
| Osiągi      | Prędkość maks.      | 235 (230) km/h      | 240 km/h            | 245 km/h            | 248 km/h                   |
| Osiągi      | 0–100 km/h          | 7,5 (7,8) s         | 7,0 s               | 6,7 s               | 6,2 s                      |
| Osiągi      | Spalanie (l/100km)  | 11,5 l              | 11,8 l              | 12,5 l              | 12,8 l                     |
| Osiągi      | Liczba sztuk        | 15 104 sztuk        | 505 sztuk           | 500 sztuk           | 600 sztuk                  |
| Osiągi      | Silnik              |                     |                     |                     |                            |
| Typ         | R4-16v (BMW S14)    | R4-16v (BMW S14)    | R4-16v (BMW S14)    | R4-16v (BMW S14)    |                            |
| Pojemność   | 2302 cm³            | 2302 cm³            | 2498 cm³            | 2498 cm³            |                            |
| Moc         | 143 kW (195 KM)     | 158 kW (215 KM)     | 162 kW (220 KM)     | 175 kW (238 KM)     |                            |
| Moment obr. | 230 Nm @ 4750 min-1 | 245 Nm @ 4750 min-1 | 250 Nm @ 4750 min-1 | 275 Nm @ 4750 min-1 |                            |

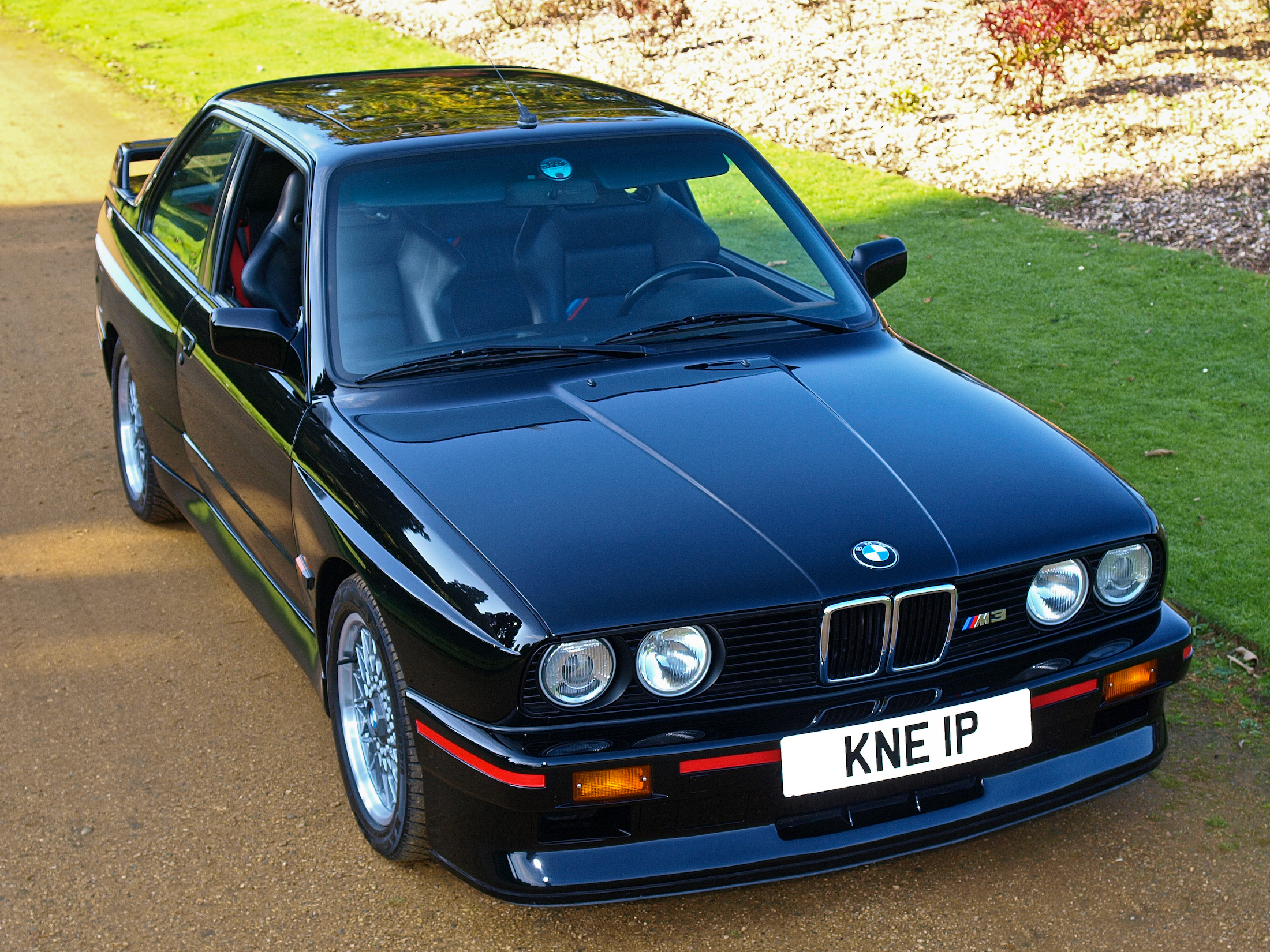
BMW M3 E30
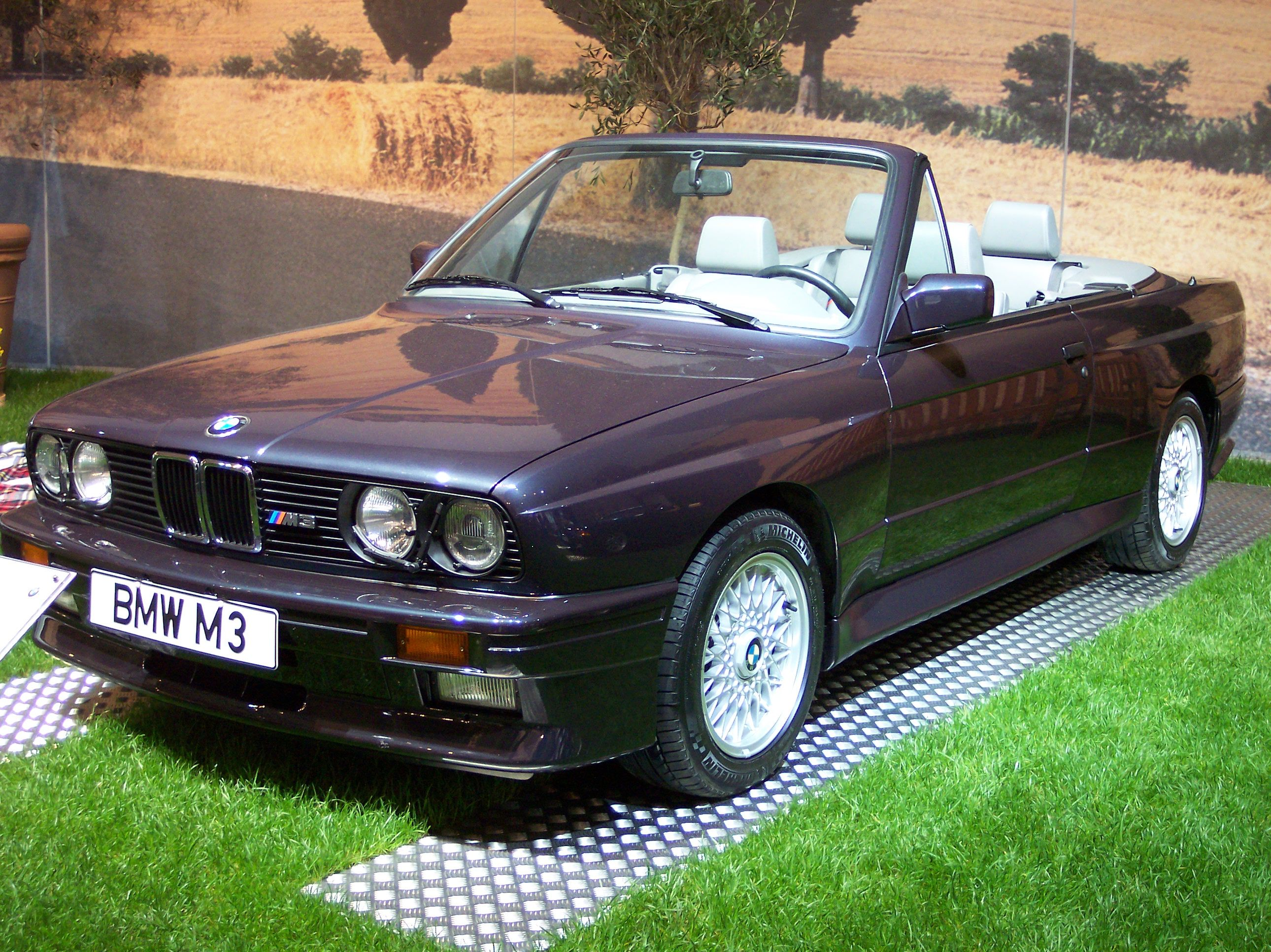
BMW M3 E30 Cabrio
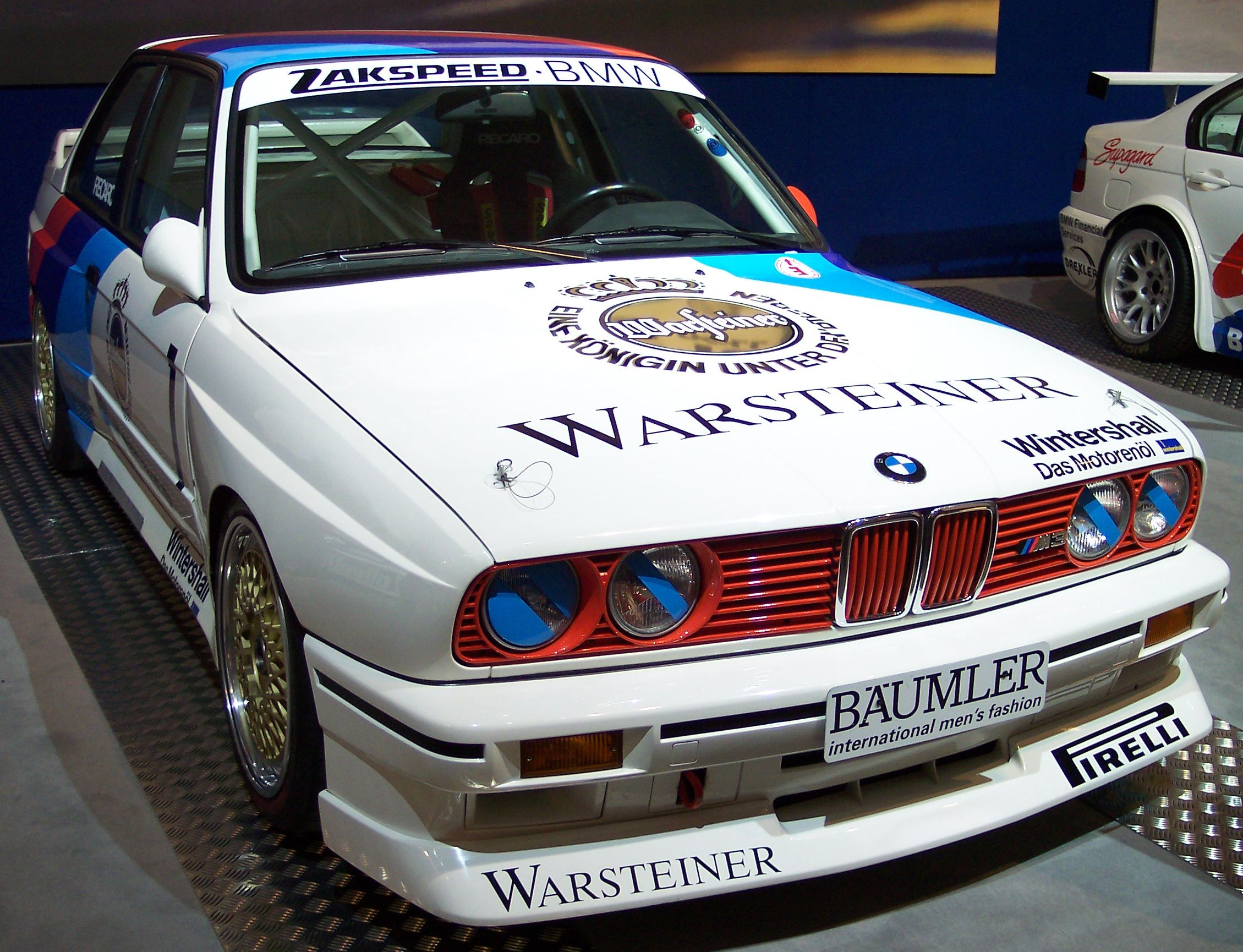
BMW M3 Group A, DTM, 1987

## BMW M3 E36
BMW M3 E36 – model oparty na BMW E36. Produkowany w wersji coupé, kabriolet oraz sedan. Wyposażony w sześciocylindrowy silnik S50 o pojemności 3.0 lub 3.2 litra oraz S52 w wersji amerykańskiej

### Historia modelu
Model BMW M3 E36 był produkowany z przeznaczeniem na rynek europejski, amerykański oraz południowoafrykański. Na rynek amerykański M3 były oferowane z innymi silnikami niż na rynek europejski. BMW M3 US miało niezależnie od silnika (3.0 oraz 3.2) 240 KM, podczas gdy wersje europejskie w zależności od silnika miały 3.0 – 286 KM, 3.2 – 321 KM. Amerykańskie wersje M3 bazowały na silnikach M50/M52. Były o wiele bardziej podobne konstrukcyjnie do M50/M52 niż do prawdziwych silników z M3, a więc S50/S52.
- Rynek europejski

| Data             | Wersja                                                |
| ---------------- | ----------------------------------------------------- |
| 1992 marzec      | M3 E36 coupé                                          |
| 1993 listopad    | M3 E36 kabriolet                                      |
| 1994 czerwiec    | M3 E36 sedan                                          |
| 1995 luty        | M3 3.2 E36 sedan                                      |
| 1995 marzec      | M3 3.2 E36 coupé                                      |
| 1995 sierpień    | zakończenie produkcji M3 E36 kabriolet, coupé i sedan |
| 1995 październik | M3 3.2 E36 kabriolet                                  |
| 1997 grudzień    | zakończenie produkcji M3 3.2 E36 sedan                |
| 1998 grudzień    | zakończenie produkcji M3 3.2 E36 coupé                |
| 1999 sierpień    | zakończenie produkcji M3 3.2 E36 kabriolet            |

- Rynek amerykański

| Data             | Wersja                                     |
| ---------------- | ------------------------------------------ |
| 1993 listopad    | M3 E36 coupé                               |
| 1995 październik | M3 3.2 E36 coupé                           |
| 1996 styczeń     | M3 3.2 E36 sedan                           |
| 1996 styczeń     | zakończenie produkcji M3 E36 coupé         |
| 1997 październik | M3 3.2 E36 kabriolet                       |
| 1998 czerwiec    | zakończenie produkcji M3 3.2 E36 sedan     |
| 1999 maj         | zakończenie produkcji M3 3.2 E36 coupé     |
| 1999 sierpień    | zakończenie produkcji M3 3.2 E36 kabriolet |

- Rynek północnoafrykański

| Data             | Wersja                                 |
| ---------------- | -------------------------------------- |
| 1992             | M3 E36 coupé                           |
| 1994 czerwiec    | zakończenie produkcji M3 E36 coupé     |
| 1996 listopad    | M3 3.2 E36 sedan                       |
| 1998 październik | zakończenie produkcji M3 3.2 E36 sedan |

### Modele / Osiągi
Silniki Benzynowe
| Model        | Nadwozie     | Pojemność    | Typ silnika  | Moc             | 0–100 km/h   | Vmax (km/h)* | Lata         |
| 6-cylindrowe | 6-cylindrowe | 6-cylindrowe | 6-cylindrowe | 6-cylindrowe    | 6-cylindrowe | 6-cylindrowe | 6-cylindrowe |
| ------------ | ------------ | ------------ | ------------ | --------------- | ------------ | ------------ | ------------ |
| M3           | Coupé        | 2996 cm³     | R6-24v       | 210 kW (286 KM) | 5,9 s        | 250          | 1992–1995    |
| M3 GT        | Coupé        | 2996 cm³     | R6-24v       | 217 kW (295 KM) | 5,8 s        | 250          | 1994–1995    |
| M3           | Coupé        | 3198 cm³     | R6-24v       | 236 kW (321 KM) | 5,3 s        | 250          |              |
| M3           | Coupé        | 3198 cm³     | R6-24v       | 236 kW (321 KM) | 5,5 s        | 250          | 1995–1999    |
| M3 6 bieg.   | Coupé        | 3198 cm³     | R6-24v       | 236 kW (321 KM) | 5,4 s        | 250          | 1995–1999    |

Podane osiągi są dla wersji Coupé

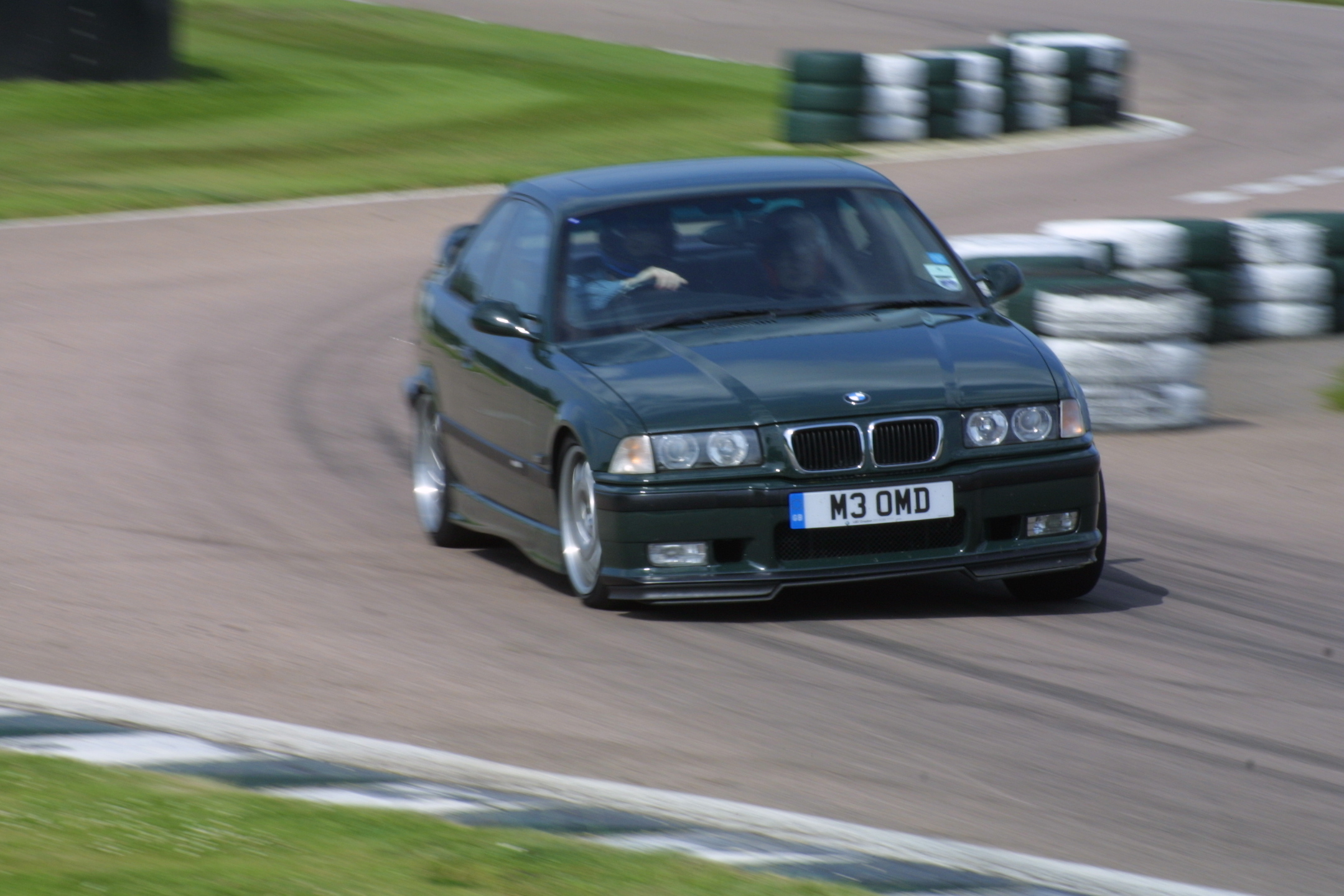
M3 E36 coupé
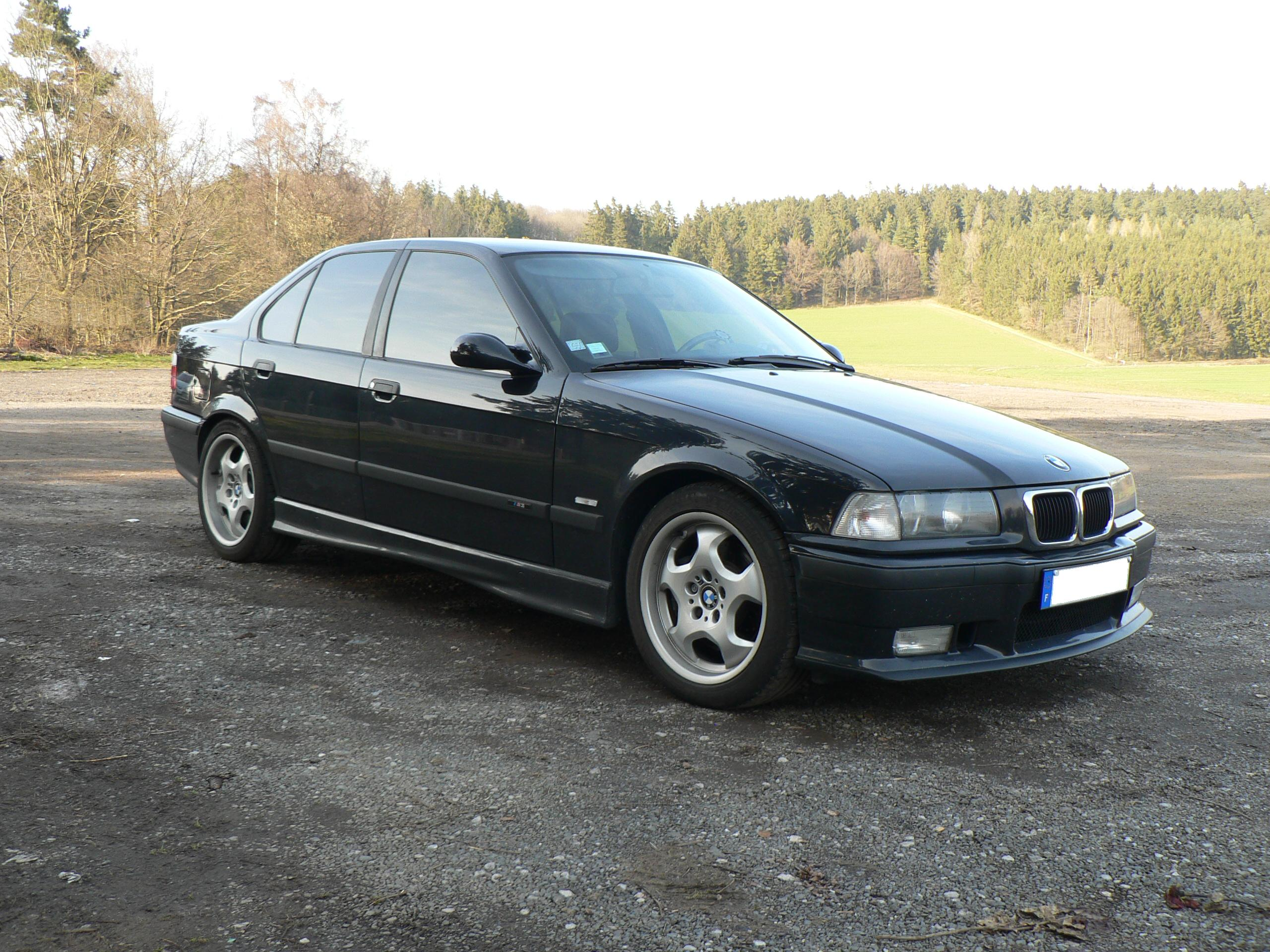
M3 E36 sedan, wersja europejska

## BMW M3 E46
BMW M3 E46 – model oparty na BMW E46. Produkowany w wersji coupé i kabriolet. Wyposażony w sześciocylindrowy silnik S54 o pojemności 3246 cm³.

### Historia modelu
Model BMW M3 E46 był produkowany z przeznaczeniem na rynek europejski oraz amerykański. W początkowych modelach BMW M3 miały usterkę fabryczną polegającą na zastosowaniu wadliwego materiału przy produkcji panewek korbowodowych. Usterka ta często powodowała problemy silnikowe. BMW usuwało bezpłatnie usterkę, a w krytycznych przypadkach nawet wymieniało silnik. Warto zwrócić na powyższą przypadłość szczególną uwagę w egzemplarzach wyprodukowanych przed 2003 rokiem. Serwisy BMW na całym świecie wzywały właścicieli aut i nieodpłatnie wykonywały akcję serwisową polegająca na wymianie wadliwych panewek na właściwe.
- Rynek europejski

| Data          | Wersja                            |
| ------------- | --------------------------------- |
| 1999 lipiec   | M3 E46 coupé                      |
| 2000 kwiecień | M3 E46 kabriolet                  |
| 2002 wrzesień | M3CSL E46 coupé                   |
| 2003 grudzień | zakończenie produkcji M3CSL coupé |

- Rynek amerykański

| Data         | Wersja           |
| ------------ | ---------------- |
| 2000 styczeń | M3 E46 coupé     |
| 2000 maj     | M3 E46 kabriolet |

### Modele / Osiągi
Silniki Benzynowe
Podane osiągi są dla wersji Coupé i Cabrio
| Przyspieszenie 0–100 km/h | 5,2 s (5,2 s)      | 5,5 s (5,5 s)      |
| Od 80–120 km/h na 4 biegu | 5,3 s              | 5,9 s              |
| 1000 m                    | 24,2 s             | 24,8 s             |
| Spalanie                  | 13,4 l (13,4 l) SP | 13,6 l (13,6 l) SP |
| Masa                      | 1535 kg (1570 kg)  | 1655 kg (1730 kg)  |

źródło: https://de.wikipedia.org/wiki/BMW_M3

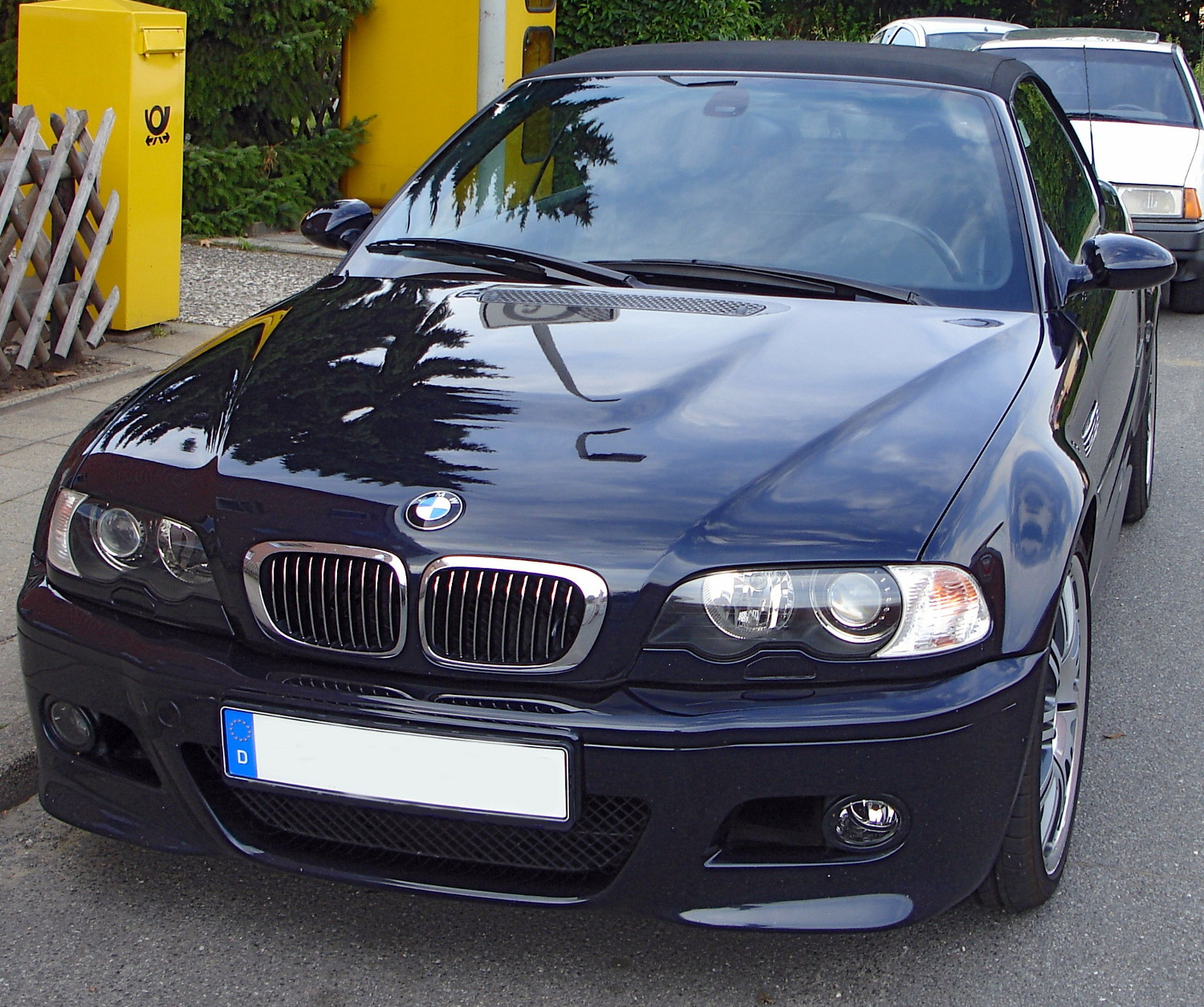
M3 E46 kabriolet – przód
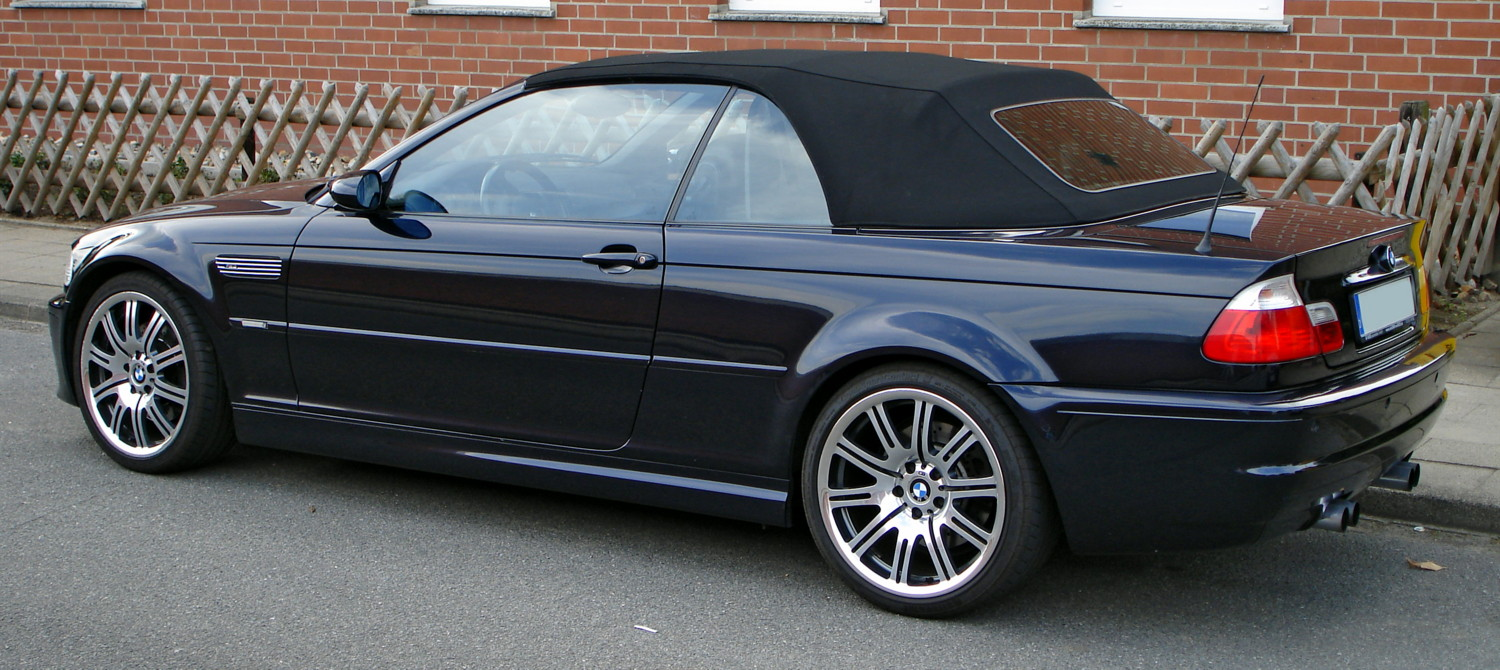
M3 E46 kabriolet – bok
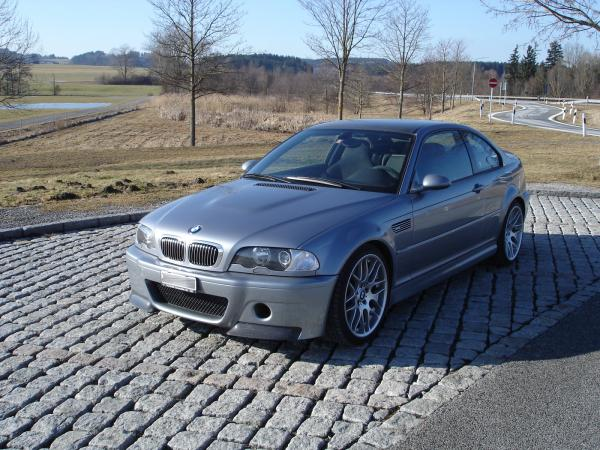
M3 CSL najmocniejsza wersja M3
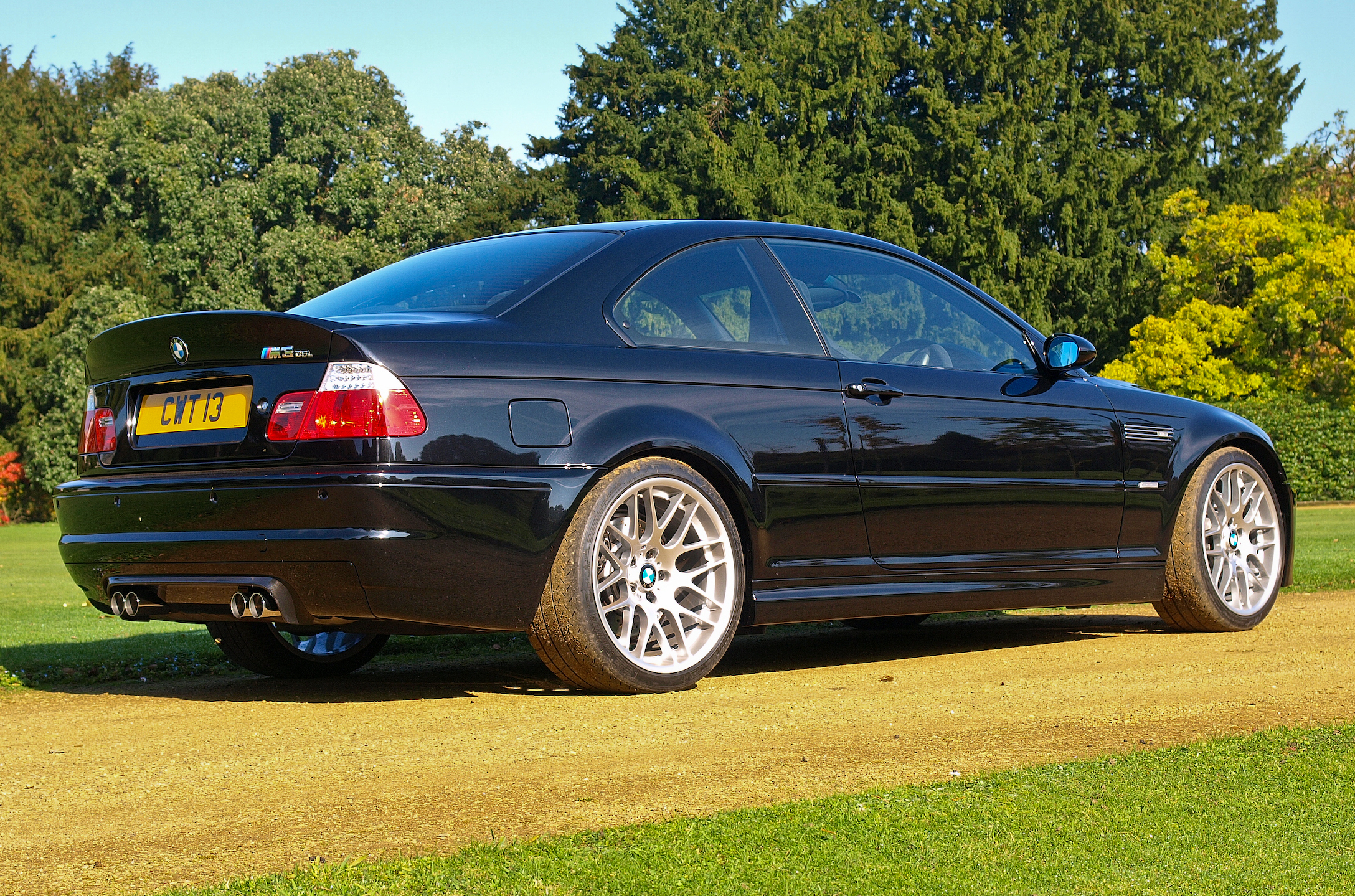
M3 CSL – tył

### BMW M3 E46 w kulturze
Samochód występuje w grach z serii Need for Speed: Most Wanted, Need for Speed: Payback, Need for Speed: Carbon i Need for Speed: World jako BMW M3 GTR.

## BMW M3 E90/E92/E93
Model ten był produkowany od roku 2007. Ostatni egzemplarz M3 coupé opuścił fabrykę w lipcu 2013, natomiast zakończenie produkcji M3 Convertible miało miejsce we wrześniu 2013 roku. Jednocześnie niemiecki koncern podjął decyzję, że nie będzie kolejnej generacji M3 w wersji coupé oraz cabrio. Wersje te zostały zastąpione przez BMW M4 coupé oraz M4 cabrio. po raz pierwszy w m3 jest silnik v8. 

### Silnik
W samochodach BMW serii M3 E90/E92/E93 zastosowano nowy 4-litrowy silnik o zapłonie iskrowym V8 typ S65B40 osiągający moc 420 KM przy 8400 obr./min, w którym zainstalowano czujnik spalania stukowego w każdym cylindrze.

### Modele / Osiągi
Silniki Benzynowe
| Model        | Nadwozie             | Pojemność    | Typ silnika  | Moc             | 0–100 km/h   | Vmax (km/h)* | Lata         |
| 8-cylindrowe | 8-cylindrowe         | 8-cylindrowe | 8-cylindrowe | 8-cylindrowe    | 8-cylindrowe | 8-cylindrowe | 8-cylindrowe |
| ------------ | -------------------- | ------------ | ------------ | --------------- | ------------ | ------------ | ------------ |
| M3           | Coupé                | 3999 cm³     | V8-32v       | 309 kW (420 KM) | 4,8 s        | 290          | 2007–2013    |
| M3           | Cabrio               | 3999cm³      | V8-32v       | 309 kW (420 KM) | 5,3 s        | 290          | 2007–2013    |
| M3           | Sedan                | 3999cm³      | V8-32v       | 309 kW (420 KM) | 4,9 s        | 290          | 2008–2013    |
| M3 DCT       | Coupé, Sedan, Cabrio | 3999 cm³     | V8-32v       | 309 kW (420 KM) | 4,6–5,1 s    | 250          | 2008–2013    |
| M3 GTS       | Coupé                | 3999 cm³     | V8-32v       | 331 kW (450 KM) | 4,4 s        | 305          |              |

### M3 E92 GTS
BMW zaprezentowało „M3 GTS” w listopadzie 2009. Samochód napędzany jest 4,4-litrowym silnikiem V8 w oparciu o 4,0-litrowy silnik montowany standardowym M3, który osiąga maksymalnie 450 KM (331 kW). W sumie wyprodukowanych będzie tylko 99 sztuk. Dostawy w Niemczech zaczęły się od maja 2010. Ceny BMW E92 M3 GTS od € 115.000 za sztukę.

### M3 E92 Edition
Specjalne zawieszenie oraz unikatowy design nadwozia i wnętrza w czterech wariantach dostępnych tylko w krótkim okresie. Premiera na rynku odbyła się w lipcu 2009 roku, a sprzedaż zakończyła się w grudniu lub styczniu 2010 roku.
Wersje M3 Edition, zbudowane w oparciu o BMW M3 Coupé, zastosowane zostały aluminiowe obręcze, a także obniżono zawieszenie o 10 milimetrów.
Są dostępne w kolorach Alpine White, Black, Dakar Yellow oraz Monte Carlo Blue. Okres produkcji został ograniczony do zaledwie sześciu miesięcy, co pozwoliło zachować ekskluzywny charakter modeli. Model ten jest wyposażony tylko w skrzynie dwusprzęgłową DKG.

### M3 E92 Frozen Gray Edition
BMW zaprezentowało nową, specjalną odmianę sportowej „M-trójki”. Model M3 Frozen Gray Edition zostanie zaoferowany w ograniczonym nakładzie 30 sztuk, a sprzedaż będzie odbywać się wyłącznie w USA.
Z zewnątrz, nowy produkt BMW wyróżnia się niestandardowym lakierem karoserii, wewnątrz znajdziemy natomiast dwubarwną tapicerkę Fox Red & Black przygotowaną specjalnie dla tego modelu.
Limitowane M3 otrzymało ponadto zestaw obniżający prześwit o 10 mm, nowe 19-calowe felgi, szersze ogumienie, a także system EDC odpowiadający za elektroniczną kontrolę amortyzacji.

### Galeria

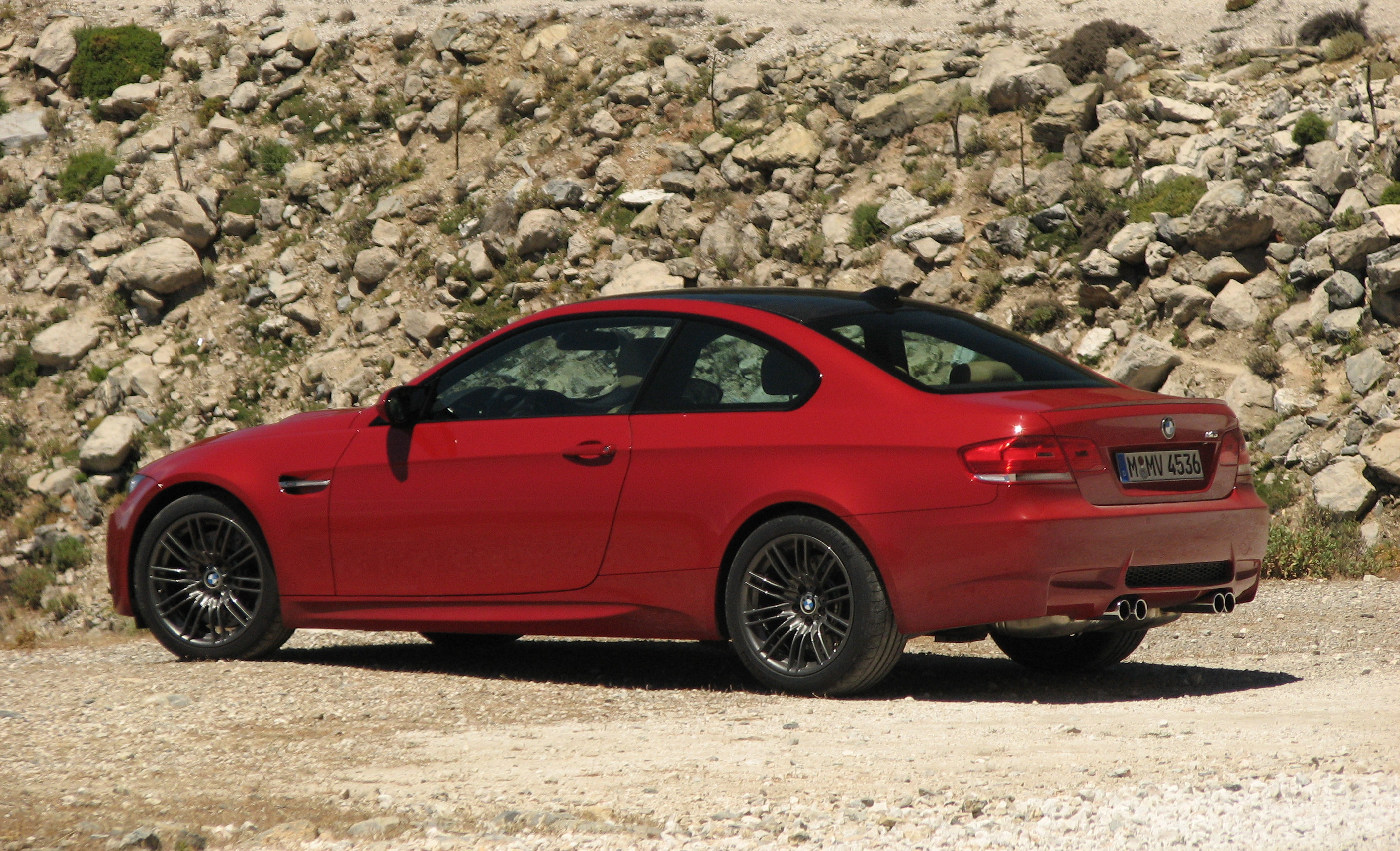
BMW M3 E92 coupé podczas przedpremierowych testów prasowych w Marbelli
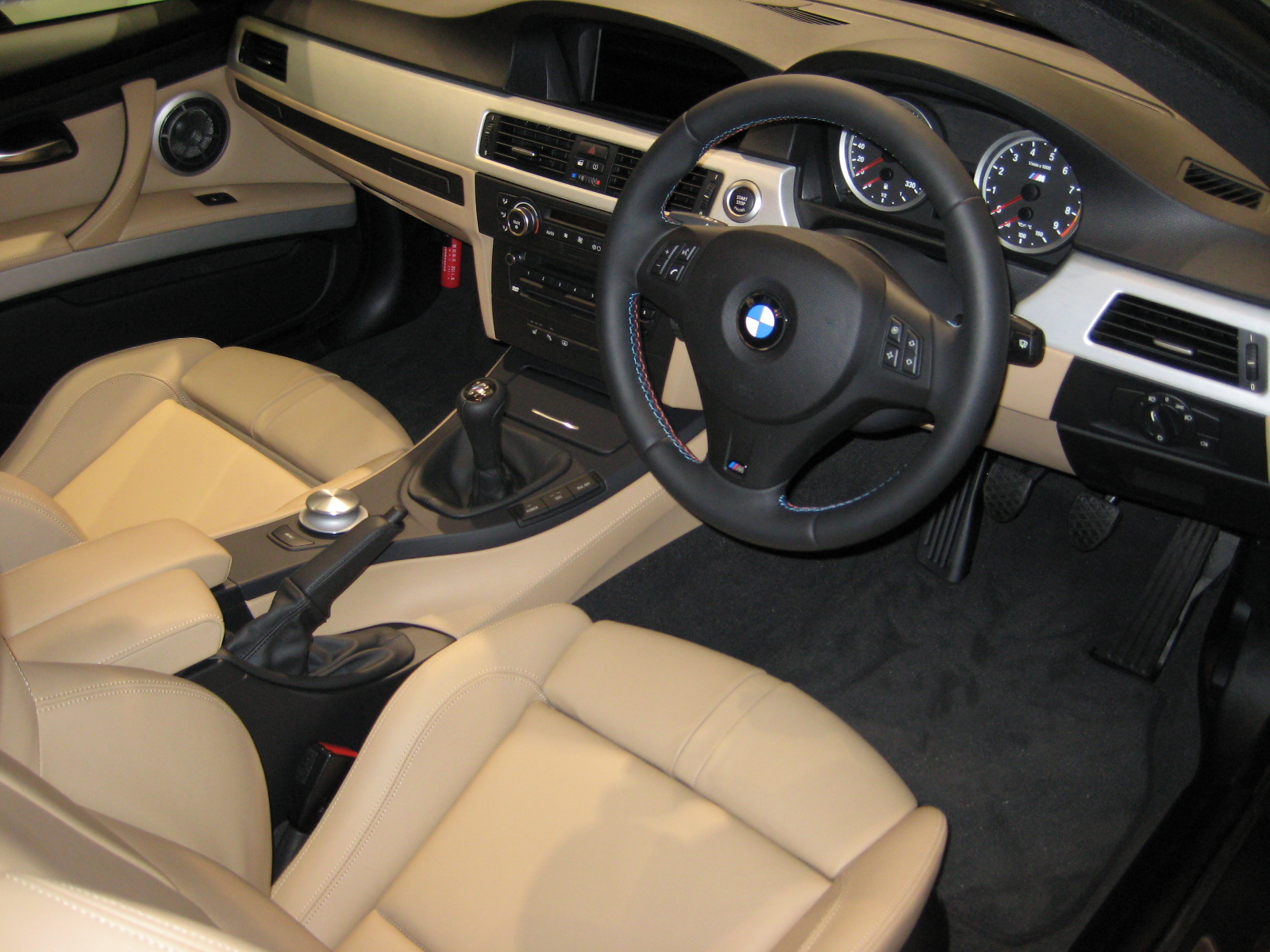
BMW M3 E92 coupé – kokpit
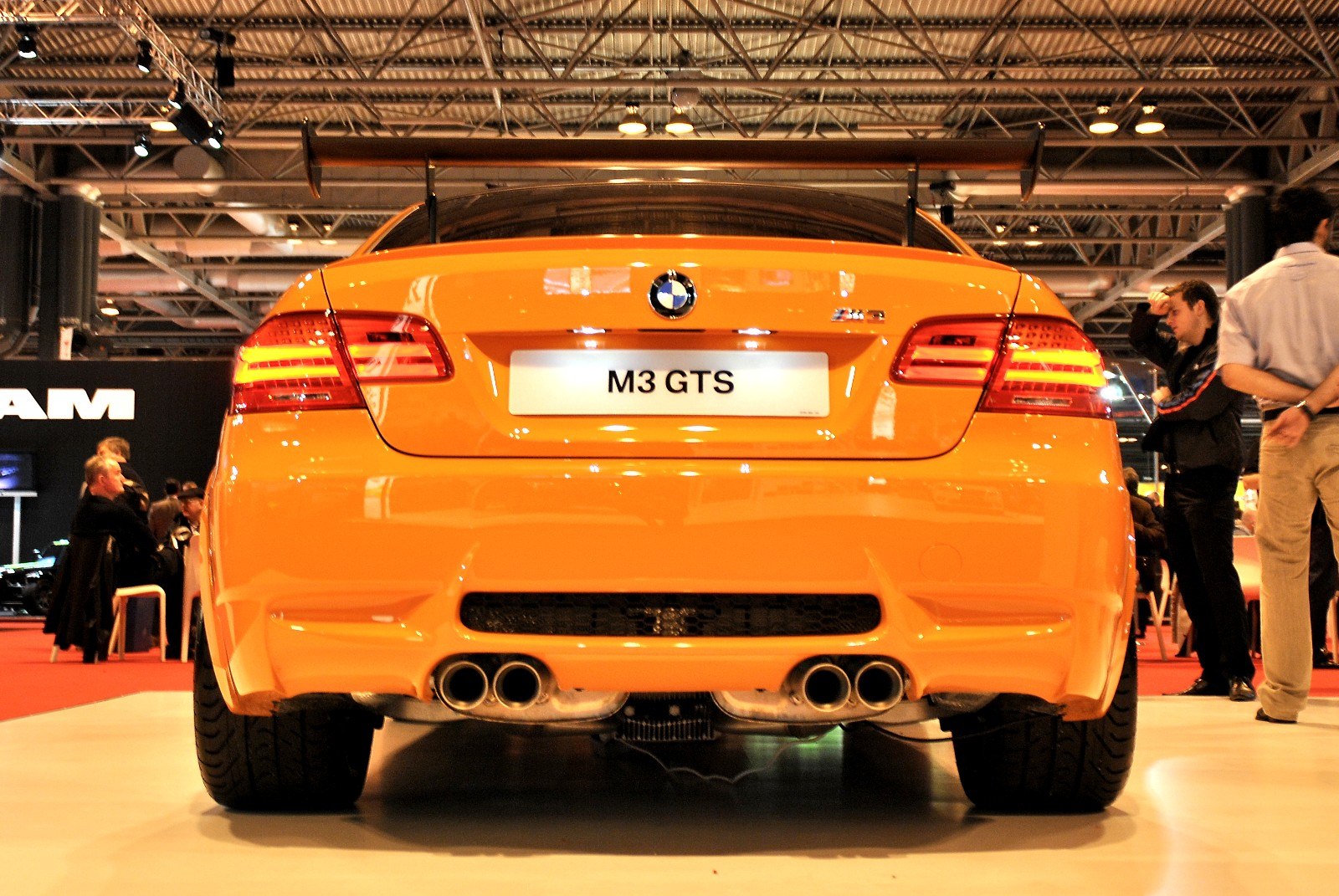
BMW M3 GTS
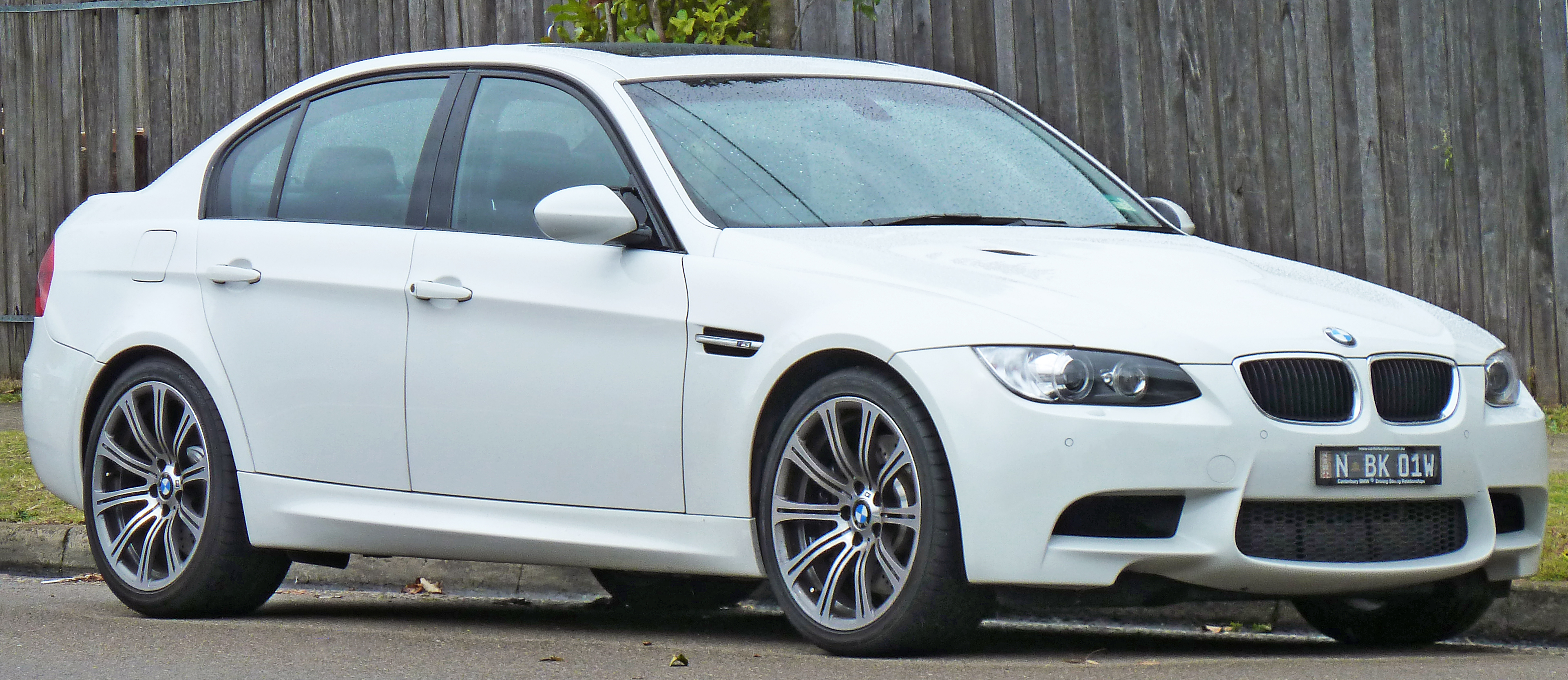
BMW M3 E90 (sedan)
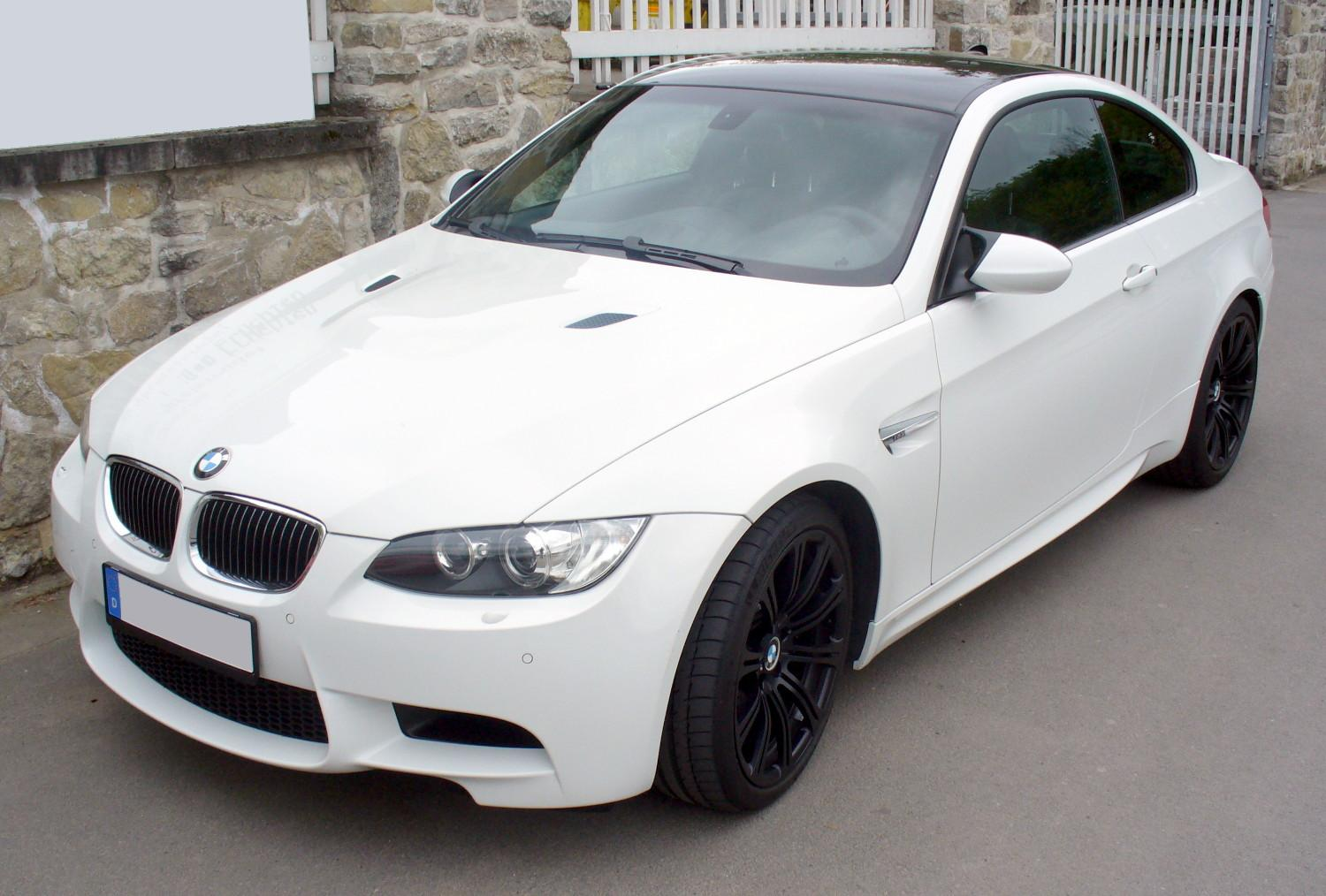
BMW M3 E92

## BMW M3 F80
M3 F80 to pierwsze BMW M3 niedostępne w wersji coupé i cabrio, ich rolę przejęła seria 4 i model M4 (F82).

### Silnik
W układzie przeniesienia napędu zastosowano sześciostopniową, ręczną skrzynię biegów oraz dwusprzęgłową przekładnię M DCT o siedmiu przełożeniach, Dzięki temu M3 rozpędza się do 100 km/h odpowiednio w 4,3 s oraz 4,1 s. Na życzenie klienta ogranicznik prędkości może zostać zdjęty. Wówczas samochody osiągnąć mogą prędkość maksymalną 270 km/h.